# Karim Alami
Karim Alami (arabisch كريم العلمي, DMG Karīm al-ʿAlamī; * 24. Mai 1973 in Casablanca) ist ein ehemaliger marokkanischer Tennisspieler.

## Karriere
Alami gewann 1991 an der Seite von Greg Rusedski sowie an der Seite von John-Laffnie de Jager die Juniorenwettbewerbe von Wimbledon und der US Open, zudem stand er bei den Junioren im Einzel im Halbfinale der French Open und im Endspiel der US Open. Bereits im Jahr zuvor war er Tennisprofi geworden.
Sein erstes Finale auf der ATP World Tour erreichte er 1994 in seiner Heimatstadt Casablanca, er unterlag dort jedoch Renzo Furlan. Im darauf folgenden Jahr errang er seinen ersten Turniersieg auf der ATP Challenger Tour durch einen Finalerfolg über Jordi Arrese in Taschkent. 1996 gewann er als erster marokkanischer Tennisspieler ein ATP-Turnier, als er in Atlanta gegen Nicklas Kulti die Oberhand behielt. Wenige Monate später feierte er seinen zweiten und letzten Turniersieg in Palermo. Im Jahr darauf gewann er an der Seite von Julián Alonso seinen einzigen Doppeltitel auf der ATP World Tour. Seine höchsten Notierungen in der Weltrangliste erreichte er im Jahr 2000 mit Position 25 im Einzel sowie 1998 mit Position 130 im Doppel.
Sein bestes Einzelergebnis bei einem Grand-Slam-Turnier war das Erreichen der dritten Runde bei den Australian Open und den French Open; das beste Resultat in der Doppelkonkurrenz war der Einzug in die zweite Runde 1998 bei den Australian Open.
Alami spielte zwischen 1990 und 2002 29 Einzel- sowie 21 Doppelpartien für die marokkanische Davis-Cup-Mannschaft, seine Einzelbilanz lag bei 20 Siegen bei neun Niederlagen. Bei den Olympischen Spielen 1992 und 2000 trat er für Marokko an. 1992 musste er in seiner Erstrundenbegegnung gegen den späteren Goldmedaillengewinner Marc Rosset beim Stande von 1:1 nach Sätzen verletzt aufgeben. 2000 erreichte er das Viertelfinale, das er gegen Roger Federer verlor.
Nach seinem Rücktritt vom Profisport wurde er Turnierdirektor der Qatar Exxon Mobile Open in Doha.

## Erfolge
| Legende (Anzahl der Siege)    |
| Grand Slam                    |
| Tennis Masters Cup            |
| ATP Masters Series            |
| ATP International Series Gold |
| ATP International Series (3)  |
| ATP Challenger Tour (4)       |

### Einzel

#### Turniersiege

##### ATP Tour
| Nr. | Datum              | Turnier | Belag | Finalgegner   | Ergebnis         |
| --- | ------------------ | ------- | ----- | ------------- | ---------------- |
| 1.  | 29. April 1996     | Atlanta | Sand  | Nicklas Kulti | 6:3, 6:4         |
| 2.  | 23. September 1996 | Palermo | Sand  | Adrian Voinea | 7:5, 2:1 Aufgabe |

##### Challenger Tour
| Nr. | Datum            | Turnier    | Belag | Finalgegner       | Ergebnis |
| --- | ---------------- | ---------- | ----- | ----------------- | -------- |
| 1.  | 28. August 1995  | Taschkent  | Sand  | Jordi Arrese      | 6:4, 6:0 |
| 2.  | 18. Oktober 1999 | Kairo      | Sand  | Christophe Rochus | 6;3, 6:1 |
| 3.  | 8. November 1999 | Montevideo | Sand  | Galo Blanco       | 6:3, 6:1 |

#### Finalteilnahmen
| Nr. | Datum              | Turnier    | Belag | Finalgegner    | Ergebnis       |
| --- | ------------------ | ---------- | ----- | -------------- | -------------- |
| 1.  | 14. März 1994      | Casablanca | Sand  | Renzo Furlan   | 2:6, 2:6       |
| 2.  | 8. Juni 1998       | Bologna    | Sand  | Julián Alonso  | 1:6, 4:6       |
| 3.  | 12. April 1999     | Barcelona  | Sand  | Félix Mantilla | 6:72, 3:6, 3:6 |
| 4.  | 27. September 1999 | Bukarest   | Sand  | Alberto Martín | 2:6, 3:6       |

### Doppel

#### Turniersiege

##### ATP Tour
| Nr. | Datum             | Turnier  | Belag | Partner       | Finalgegner                       | Ergebnis      |
| --- | ----------------- | -------- | ----- | ------------- | --------------------------------- | ------------- |
| 1.  | 8. September 1997 | Marbella | Sand  | Julián Alonso | Alberto Berasategui Jordi Burillo | 4:6, 6:3, 6:0 |

##### Challenger Tour
| Nr. | Datum        | Turnier   | Belag | Partner        | Finalgegner            | Ergebnis      |
| --- | ------------ | --------- | ----- | -------------- | ---------------------- | ------------- |
| 1.  | 30. Mai 1994 | Taschkent | Sand  | Sándor Noszály | Daniel Fiala Jan Kodeš | 6:7, 6:4, 7:6 |

#### Finalteilnahmen
| Nr. | Datum            | Turnier    | Belag | Partner      | Finalgegner                         | Ergebnis |
| --- | ---------------- | ---------- | ----- | ------------ | ----------------------------------- | -------- |
| 1.  | 17. Juni 1996    | Bologna    | Sand  | Gábor Köves  | Brent Haygarth Christo van Rensburg | 1:6, 4:6 |
| 2.  | 24. März 1997    | Casablanca | Sand  | Hicham Arazi | João Cunha e Silva Nuno Marques     | 6:7, 2:6 |
| 3.  | 27. Oktober 1997 | Bogotá     | Sand  | Maurice Ruah | Luis Lobo Fernando Meligeni         | 1:6, 3:6 |

## Privates
Der 16-jährige Sohn von Alami starb im August 2019 bei einem Verkehrsunfall in Indonesien.